# Пляхо
Пляхо — село в Туапсинському районі Краснодарського краю. Входить до Новомихайлівського міського поселення.
Населення — 1,0 тис. осіб (2002).
Село розташоване на річці Мале Пляхо за 1,5 км від її гирла, де розташований всеросійський дитячий центр «Орлёнок». За кілометр на південь від села проходить Автомагістраль M27. Відстань до селища Новомихайлівське 5 км, до Туапсе — 46 км.

## Історія
Село було засноване вірменами-амшецами, переселенцями з Османської імперії, в 1864 році. Свою офіційну назву село отримало за іменем річки Мале Пляхо.